# Majestic (musikalbum av ReinXeed)
Majestic är det svenska power metal-bandet ReinXeeds (sedermera Majestica) tredje studioalbum. Det släpptes i mars 2010 på Liljegren Records (tidigare Rivel Records). Skivan gavs även ut i Japan i september samma år på skivbolaget Seven Seas.
Skivan producerades, liksom föregångaren Higher, av bandets sångare och gitarrist Tommy Johansson. Skivomslaget designades av Markus Sigfridsson. Med en speltid på en timme och sju minuter är det bandets längsta album.
När ReinXeed efter att ha legat vilande ett antal år återuppstod som Majestica var det från denna skiva man hämtade sitt nya namn.

## Låtlista
1. "Deep Under Sea" – 6:07
2. "Invincible" – 4:23
3. "Never Lie" – 4:24
4. "Once upon a Time" – 6:04
5. "Melody of Life" – 6:24
6. "Atlantis" – 4:58
7. "Second Chance" – 5:11
8. "My Paradise" – 6:04
9. "Neverland" – 4:36
10. "Majestic" – 7:22
11. "Lightning Strikes Again" – 6:23
12. "Sword in Stone" – 5:14

Bonusspår på japanska utgåvan
1. "Forever Carry On" – 4:31

## Medverkande
Musiker
- Tommy Johansson – sång, gitarr, keyboard
- Calle Sundberg – gitarr, bakgrundssång
- Christer Viklund – basgitarr
- Mattias Lindberg – trummor, sång, gitarr
- Viktor Olofsson – trummor

Bidragande musiker
- Viggo Svanberg – sång
- Mark E Gunnardo – sång
- Christian Sundberg – sång

Produktion
- Tommy Johansson – producent, mixning
- Olov Andersson – mastering
- Markus Sigfridsson – omslagskonst
- Jesper Klasson – foto